# 버나드 섬너
버나드 에드워드 섬너(영어: Bernard Edward Sumner, 1956년 1월 4일 ~ )는 영국의 싱어송라이터, 음악가, 그리고 음악 프로듀서다. 조이 디비전과 뉴 오더의 창립 멤버로, 밴드를 이후 전자 음악과 신스팝으로 이끌었다. 뉴 오더에서는 보컬, 기타, 키보드를 맡고 있다. 전신의 조이 디비전에서는 주로 기타를 담당하고 있었다. 섬너는 영국 댄스 음악의 진보와, 순서기의 대중화 및 기술적 발전에 크게 기여한 것으로 인정받는다. 1990년대 초에는 조니 마와 함께 녹음 작업을 하기도 했다.
섬너는 멘체스터에서 1976년 결성한 조이 디비전의 창립 멤버다. 이는 가장 영향력 있는 밴드 중 하나로 널리 인정받는다. 그는 여기서 주로 리드 기타를 연주했지만, 건반과 신시자이저 파트를 연주하기도 했으며 《Warsaw》의 〈They Walked In Line〉에서는 처음 보컬을 담당하기도 했다. 1980년 5월, 밴드의 가수인 이언 커티스의 사망으로 조이 디비전은 끝을 고했다.